# 고르카 왕국
고르카 왕국(네팔어: गोरखा राज्य 고라카 라지야)은 히말라야산맥과 인도 아대륙의 교차점에 위치한 24국가들의 연합체인 차우비시 라지야의 구성국 중 하나였다.  1743년, 고르카 왕국은 군사적인 확장 캠페인을 시작하여 여러 이웃을 합병하며 오늘날 네팔의 전신이 되었다.
고르카 왕국은 서쪽으로 마쉬양디강까지 뻗어 람중 왕국과 국경을 형성했다. 동쪽으로는 트리슐리강까지 뻗어 네팔 만달라와 국경을 형성했다. 고르카 왕국은 1559년 람중 왕 야쇼 브라흐마 샤의 둘째 아들인 드라비야 샤 왕자에 의해 세워졌다. 왕자는 이 지역을 통치했던 마가르 왕 만싱 카드카 마가르를 대신했다.

## 같이 보기
- 네팔 왕국
- 구르카